# 天賜良緣 (1987年電影)
- 關於其他年份電影，請見「天賜良緣」。

《天賜良緣》是1987年上映的浪漫喜劇片。影片由黎應就執導，張曼玉、鄭裕玲、張學友和夏文汐主演。

## 劇情
舞女金大班疼爱弟弟吉仔。但吉仔生性懦弱，常夹在姐姐与女友Jackie之间当出气包。大班为了讨好有权有势的大姐头，提议为大姐头死去的女儿小玉寻找夫婿，不料弄巧成拙，自己的弟弟成为了最佳人选。珍妮要求吉仔一起私奔，中途却发生意外，吉仔幸运得到二十年前死去的小玉救回。吉仔就此爱上了小玉，大班得知情况后便与Jackie联合起来拆散这对人鬼恋。大班与Jackie极力说服小玉离开吉仔，并计划让小玉再度投胎，面对与吉仔间的朗情妾意，小玉不知如何是好。

## 角色
- 張曼玉 飾 小玉
- 鄭裕玲 飾 金如意
- 張學友 飾 吉仔
- 夏文汐 飾 Jackie
- 鄧碧雲 飾 小玉母（大家姐）
- 陳百祥 飾 Ben

## 反響

### 影評
Brns.com給這部電影打出3.5分（滿分10分），批評毫無目的的劇情和喜劇成分，以及充滿疑惑的結局。

## 外部連結
- 香港影庫上《天賜良緣》的資料（繁體中文）
- 互联网电影数据库（IMDb）上《天賜良緣》的资料（英文）